# Stolzenau (Niemcy)
Stolzenau – miejscowość i gmina w Niemczech w kraju związkowym Dolna Saksonia, w powiecie Nienburg (Weser), siedziba gminy zbiorowej Mittelweser.
Do dnia 31 października 2011 gmina była gminą samodzielną (niem. Einheitsgemeinde). 1 listopada 2011 została połączona z gminą zbiorową Landesbergen tworząc nowa gminę zbiorową Mittelweser
.